# Unione Media Valle Camonica - Civiltà delle pietre
L'unione di comuni Unione Media Valle Camonica – Civiltà delle pietre comprende 5 comuni italiani ubicati in Provincia di Brescia, nel cuore della Val Camonica e conta circa 5.400 abitanti. L'unione comprende 4 comuni ai piedi della Concarena (Cerveno, Capo di Ponte, Losine e Ono San Pietro e un comune a loro dirimpettaio, Braone, situato ai piedi del Pizzo Badile.

## Comuni appartenenti all'unione
- Capo di Ponte (2.512 ab.)
- Cerveno (671 ab.)
- Losine (565 ab.)
- Ono San Pietro (977 ab.)

I dati sono quelli del 01-01-2010, fonte ISTAT.

## Costituzione
L'atto costitutivo è stato firmato dai cinque sindaci dei comuni (in ordine alfabetico: Gabriele Prandini, Francesco Manella, Giancarlo Maculotti, Paolo Agostini, Elena Broggi) il 10 settembre 2010 presso il comune di Capo di Ponte.

## Sede
La sede dell'unione è identificata nel comune di Capo di Ponte

## Organi
L'Assemblea è composta dai sindaci (o delegati) dei comuni appartenenti.
Il  presidente, che prende tutti i poteri della giunta.

### Organigramma
La prima Assemblea dell'unione, avvenuta il 10 settembre 2010 ha convalidato i  membri dell'Assemblea stessa: i 5 sindaci (in ordine alfabetico di comuni) Gabriele Prandini, Francesco Manella, Giancarlo Maculotti, Paolo Agostini, Elena Broggi.
L'assemblea ha inoltre votato, stabilendone la durata in carica di un anno:
- il presidente: Francesco Manella (sindaco di Capo di Ponte)
- il  vicepresidente: Gabriele Prandini (sindaco di Braone)